# Sant Cosme de Sant Joan les Fonts
Sant Cosme de Sant Joan les Fonts és una església de Sant Joan les Fonts (Garrotxa) inclosa a l'Inventari del Patrimoni Arquitectònic de Catalunya.

## Descripció
És una capella dedicada a Sant Cosme, Sant Damià i Sant Grau. És un edifici d'una sola nau, absis semicircular (a l'est), volta de canó i campanar en forma de torre. Unida a la capella, i al costat oriental es troba la casa de l'ermità.avui deshabitada-, però en bon estat de conservació. La porta d'accés al temple s'obre a la façana nord, amb la data "1929" pintada sobre la llinda. Aquesta construcció no segueix cap estil determinat.

## Història
La capella de Sant Cosme va ser bastida el segle xvii; recentment s'hi ha fet obres d'arranjament general i s'ha pintat la façana. Cèsar August Torras, a la pàgina 43 del seu llibre, en parlar d'aquesta capella diu: "Ermita de Sant Cosme, prop del coll y a mà dreta. És petita, sense particularitat en sa obra de fàbrica. En son interior posseeix unes antigues taules dignes d'interès".